# Челмсфорд
Че́лмсфорд (англ. Chelmsford) — город в Англии, административный центр церемониального неметропольного графства Эссекс и одноимённого района со статусом сити.

## География
Город находится в Восточной Англии, в 50 км к северо-востоку от центра Лондона.

## Название
Челмсфордом называли свои поселения английские колонисты в Америке, один из них — Челмсфорд в штате Массачусетс.

## История

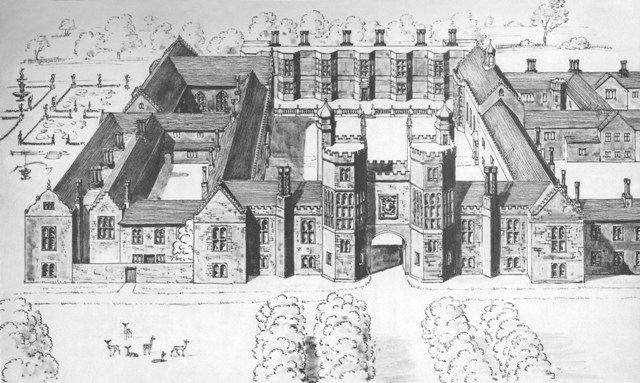
Дворец Болье (англ.)

С 1086 года город был известен под именем «Celmeresfort», а в 1189 году его переименовали в современный «Chelmsford».
В 1516 году Генрих VIII купил участок с существующим строением к северу от Челмсфорда и построил Дворец Болье (англ.).
В 1797 году в усадьбе Хайлендс-парк к юго-западу от Челмсфорда работал Хамфри Рептон, известный ландшафтный архитектор.
В конце XIX века рядом с Челмсфордом обнаружено англосаксонское захоронение XVII века, все находки из которого хранятся в Британском музее. В захоронении покоятся многие жертвы «главного охотника на ведьм» Мэтью Хопкинса. Предполагаемые «ведьмы» проводили свои последние дни в заключении, были осуждены и казнены по обвинению в колдовстве.
Первоначально Челмсфорд являлся сельскохозяйственным и торговым городом. Промышленным центром он стал в XIX веке.
В 1898 году в городе заработал первый в мире завод, выпускающий радиостанции. Была создана компания, названная позже Marconi Company. В июне 1920 года на заводе Маркони прозвучала первая радиопрограмма, передавшая в эфир пение знаменитой исполнительницы Нелли Мелба.
Во время Второй мировой войны непосредственно через город проходила линия обороны GHQ Line состоящая из 400 дотов, 100 из которых существуют и по сей день. В то время Челмсфорд был важным центром лёгкой военно-инженерной промышленности. Несколько раз город атаковали с воздуха, было разрушено большое количество зданий.
В 1980-х годах Челмсфорд пострадал от спада производства связанного с оборонной промышленностью, закрылось несколько заводов.
14 марта 2012 года Челмсфорд вместе с городами Сент Асеф и Перт получил статус «сити» в честь празднования бриллиантового юбилея вступления на престол королевы Елизаветы II.

## География
Челмсфорд входит в «Пригородный пояс Лондона». Под этим названием подразумевается множество населённых пунктов, окружающих Лондон, из которых целесообразно ездить на работу в столицу.
В границы района Челмсфорд, кроме собственно города, включены и другие населённые пункты. Среди них — местечко Спрингфилд, давшее название многим городам Северной Америки. Наиболее известен из них город Спрингфилд в штате Массачусетс.
В восемнадцати километрах к югу от Челмсфорда, находится ещё один крупный город и центр района — Базилдон, с населением более 180 000 человек. В 24 километрах к северу — город Брейнтри с населением более 40 000 человек. К востоку — город Молдон с населением более 15 000 человек.

## Экономика

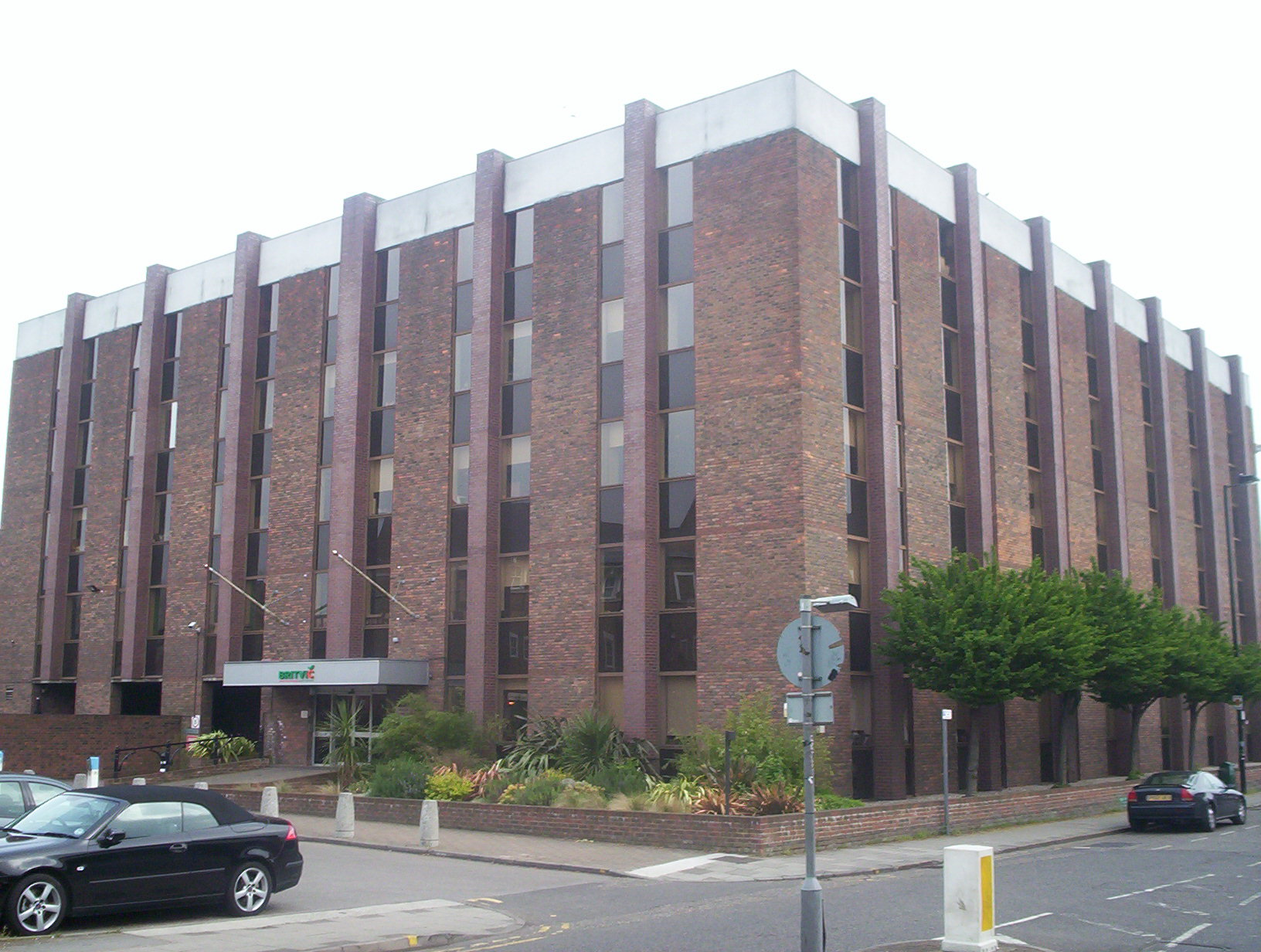
Штаб-квартира компании «Britvic»

В Челмсфорде находится штаб-квартира компании «Britvic». Компания основана в 1948 году и в настоящее время занимает второе место в Великобритании по объёмам производства безалкогольных напитков.

## Транспорт и связь
Челмсфорд связан железной дорогой со станцией Ливерпуль-стрит в Лондоне. В настоящее время это направление железной дороги, линию «Great Eastern Main Line», обслуживает компания Greater Anglia.
Автодорога A12 на месте изначально построенной ещё римлянами дороги проходит через Челмсфорд и связывает Лондон с Грейт-Ярмутом, Брентвудом и Колчестером. Автодорога A130 соединяет город с Уикфордом.
Автобусное сообщение связывает город с аэропортом Станстед и городами Саутенд-он-Си и Харлоу.
Почтовый индекс «CM» соответствует «Челмсфордскому почтовому району» покрывающему значительную часть территории Эссекса.

## Культура
В 1979 году в тюрьме Челмсфорда был снят полнометражный фильм «Porridge». Фильм был снят по мотивам одноимённого телевизионного сериала.
В декабре 1995 года в местечке Реттендон были убиты три наркоторговца. События, связанные с этим преступлением, легли в основу сюжетов трёх полнометражных фильмов: «Essex Boys», «Rise of the Footsoldier» и «Bonded by Blood».
В Челмсфорде в предпоследний уик-энд августа с 1996 года проходит фестиваль популярной музыки V Festival.

## Образование
В 1551 году на базе католической школы в Челмсфорде была открыта «Гимназия Эдуарда VI», работающая и по сей день. Джон Ди — математик, географ, астроном, алхимик, герметист и астролог обучался в этой школе с 1535 года.
Школа искусств, основанная в 1858 году, была преобразована сначала в политехнический институт, а после получения университетского статуса учебное заведение сменило название на Anglia Ruskin University (англ.). Сейчас это один из крупнейших университетов Восточной Англии, насчитывающий около 30 000 студентов.

## Политика
Челмсфорд с начала XIII века является политическим и административным центром графства Эссекс.

## Спорт
Футбольный клуб «Челмсфорд Сити» выступает в сезоне 2011/2012 года в Южной Конференции.
«Крикетный клуб графства Эссекс» основан в 1876 году и шесть раз за свою историю выигрывал «Чемпионат Графств».

## Известные жители

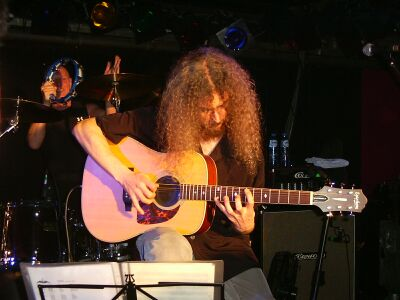
Гатри Гован

- Squarepusher — британский электронный музыкант и композитор, специализирующийся на жанрах дрилл-н-бейс, экспериментальный джангл, эйсид и IDM.
- Гатри Гован — гитарист, бывший участник группы Asia.
- Гарри Джадд — барабанщик группы McFly.
- Сара Крэкнелл — певица, фронтмен группы «Saint Etienne».
- Грэйсон Перри — художник, лауреат премии Тернера 2003 года.
- Том Пейн — актёр, снимался в роли Леона Мишо в телесериале «Удача (телесериал)».
- Грег Халфорд — футболист, защитник клуба «Портсмут», играл в «Колчестер Юнайтед» и «Шеффилд Юнайтед».
- Джеймс Харпер — футболист, полузащитник, провел более 300 матчей за клуб «Рединг».
- Майк Эдмондс — актёр-карлик, играл в ситуационной комедии «Maid Marian and her Merry Men».
- Дуглас Джон МакКарти — фронтмен группы «Nitzer Ebb».